# Spiridoni
Spiridoni – wieś w Rumunii, w okręgu Ardżesz, w gminie Cotmeana. W 2011 roku liczyła 107 mieszkańców.